# MIS12
MIS12‏ (MIS12, kinetochore complex component) هوَ بروتين يُشَفر بواسطة جين MIS12 في الإنسان.

## التفاعل
لقد ثبت أن MIS12 يتفاعل مع NSL1، وZWINT، وCASC5، وعامل التعديل بالبوليامين 1، وNDC80، وDSN1، وCBX5.